# Ratchet & Clank: Size Matters
Ratchet & Clank: Size Matters är ett plattformsspel för Playstation 2, Playstation 3 och PlayStation Portable. Spelet är det första i Ratchet & Clank-serien som är gjort till PlayStation Portable och den femte i hela spelserien. Spelet är utvecklat av High Impact Games och utgivet av Sony Computer Entertainment.